# Apostolepis ammodites
Apostolepis ammodites är en ormart som beskrevs av Ferrarezzi, Erritto Barbo och España Albuquerque 2005. Apostolepis ammodites ingår i släktet Apostolepis och familjen snokar. Inga underarter finns listade i Catalogue of Life.
Arten förekommer i Brasilien i savannlandskapet Cerradon. Honor lägger ägg.